# جوردن سكوت
جوردن سكوت (بالإنجليزية: Jordan Scott)‏ هي مخرجة وكاتبة سيناريو ومصورة ومخرجة بريطانية، ولدت في 1978 في لندن في المملكة المتحدة.

## وصلات خارجية
- جوردن سكوت على موقع IMDb (الإنجليزية)
- جوردن سكوت على موقع ألو سيني (الفرنسية)
- جوردن سكوت على موقع أول موفي (الإنجليزية)
- جوردن سكوت على موقع قاعدة بيانات الأفلام السويدية (السويدية)
- جوردن سكوت على موقع قاعدة بيانات الفيلم (الإنجليزية)
- جوردن سكوت على موقع كينوبويسك (الروسية)